# Drankorgel

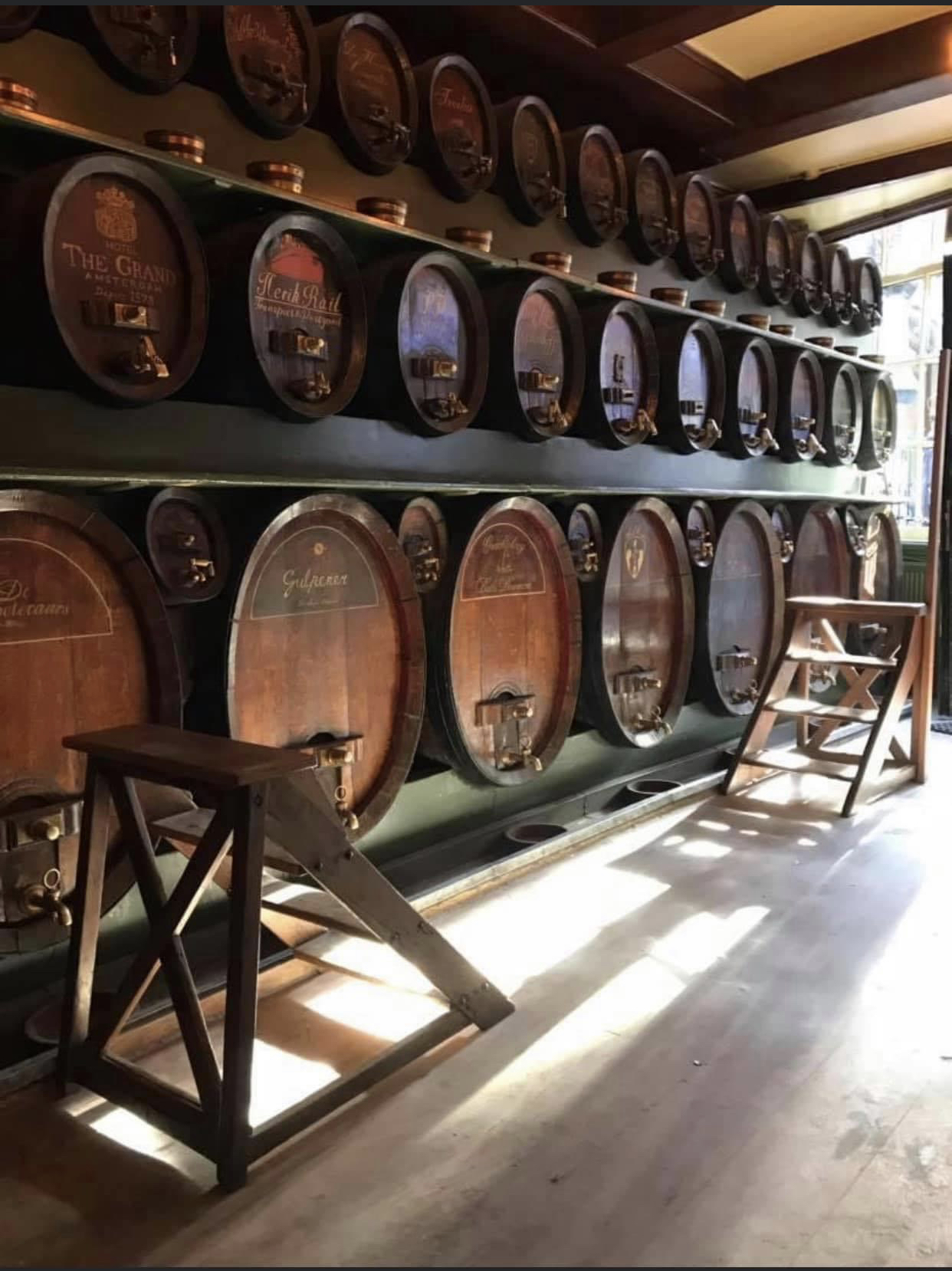
Drankorgel in Proeflokaal De Drie Fleschjes in Amsterdam

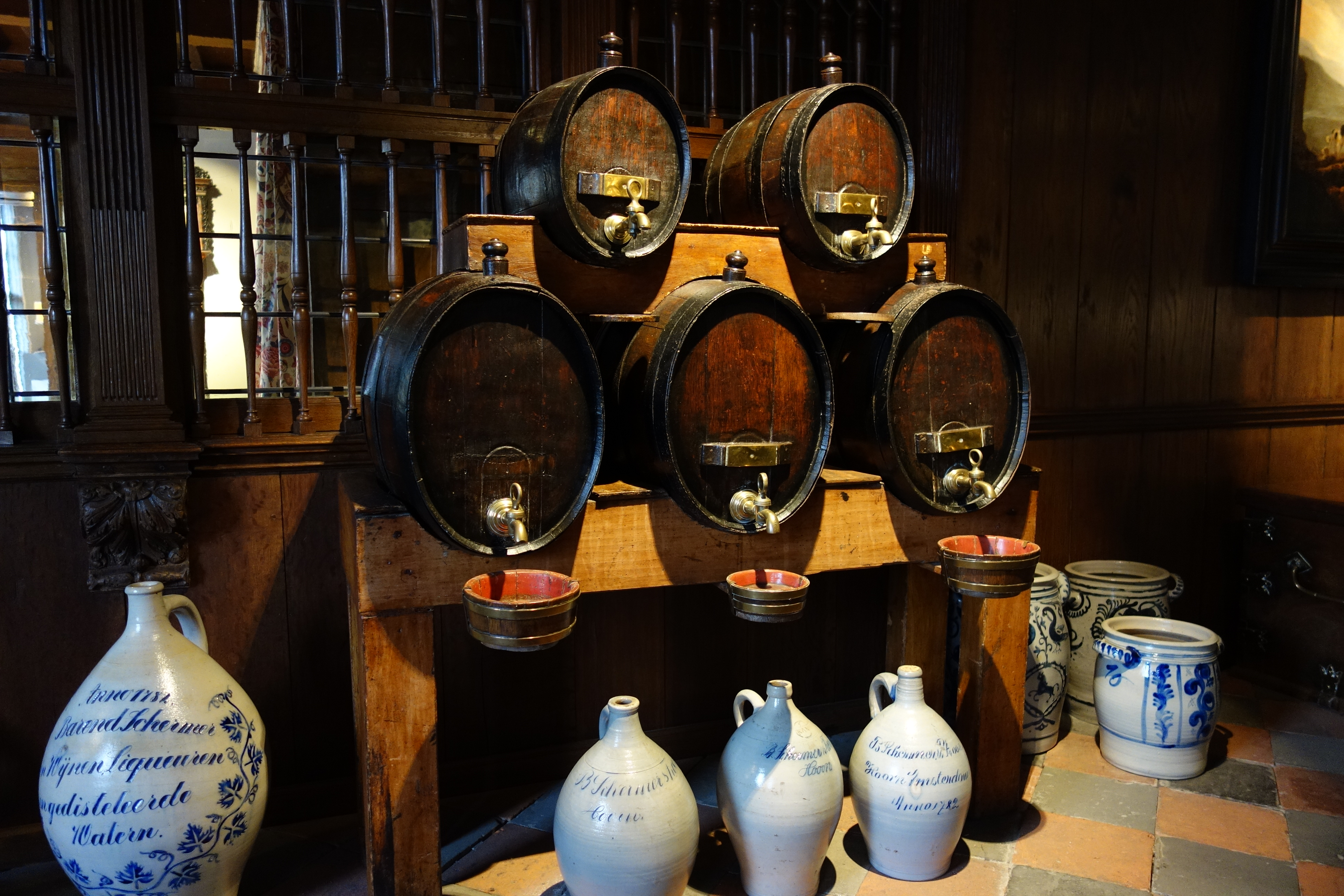
Drankorgel in het Westfries Museum in Hoorn.

Een drankorgel was oorspronkelijk een stellage waarin vaten met wijnen, bieren en sterkedrank lagen. Door bijvoorbeeld tegen het houten vat te tikken kon men een indruk krijgen hoeveel drank er nog in het vat aanwezig was. Daarin waren bij onderling verschillende vaten afwijkende klanken te horen. Slijterijen hadden een drankorgel in het interieur met vaten gevuld met onder andere jenever en brandewijn. Klanten kwamen destijds nog met een lege fles naar de slijter om die te laten vullen uit het vat.
Reeds eind 19e eeuw werd het drankorgel een synoniem voor een alcoholist.